# Hypocreaceae
Hypocreaceae is een familie uit de orde Halosphaeriales van de ascomyceten. Het typegeslacht is Hypocrea. De soorten in de familie hebben doorgaans felgekleurde perithecale vruchtlichamen, die meestal geel, oranje of rood zijn. De familie werd in 1844 voorgesteld door Giuseppe De Notaris. Volgens de Dictionary of the Fungi (10e editie, 2008) omvat het 22 geslachten en 454 soorten.

## Kenmerken
De vruchtlichamen, de perithecia, zijn dunwandig met een wratvormige opening, het ostiolum, dat soms bedekt is met haartjes (perifysen). Het weefsel tussen de asci bestaat uit dunwandige parafysen. De asci zelf zijn cilindrisch, eveneens dunwandig, persistent en met een kleine apicale ring die al dan niet met jodium kleurt. De sporen zijn verschillend gevormd, doorschijnend tot lichtbruin, ze zijn eenvoudig of horizontaal gesepteerd. Ze zijn soms dikwandig, soms in een slijmerige omhulling.

## Verspreiding en ecologie
Soorten zijn wereldwijd verspreid. Ze leven saprobisch op plantaardig houtachtig of niet-houtachtig materiaal.

## Genera
Tot deze familie behoren de geslachten:
- Arachnocrea
- Cladobotryum
- Dialhypocrea
- Escovopsioides
- Escovopsis
- Hypocreopsis
- Hypomyces
- Kiflimonium
- Lichenobarya
- Mycogone
- Protocrea
- Pseudohypocrea
- Rogersonia
- Sepedonium
- Sphaerostilbella
- Sporophagomyces
- Stephanoma
- Trichoderma